# دووگیه کامینگسکیه
دووگیه کامینگسکیه (به لهستانی:  Długie Kamieńskie) یک روستا در لهستان است که در گمینا تسرانوو واقع شده‌است.